# Jack Reacher: Never Go Back
Pour le personnage des films et des romans, voir Jack Reacher.
Série
Jack Reacher
(2012)
Pour plus de détails, voir Fiche technique et Distribution.
Jack Reacher: Never Go Back ou Jack Reacher : Sans retour au Québec est un film sino-américain réalisé par Edward Zwick et sorti en 2016. Adapté du roman Never Go Back : Retour interdit de Lee Child, il fait suite à Jack Reacher réalisé par Christopher McQuarrie et sorti en 2012.
Tom Cruise reprend son rôle de Jack Reacher, qui revient ici dans sa base militaire en Virginie pour y dîner avec une collègue, Susan Turner (Cobie Smulders). Sur place, il apprend avec surprise que cette dernière a été arrêtée pour espionnage et que lui-même est accusé de plusieurs meurtres.
Contrairement à son prédécesseur, il ne rencontre pas de succès au box-office et reçoit des critiques mitigées, notamment sur l'intrigue.

## Synopsis
Après avoir aidé le CID à arrêter un shérif corrompu de l'Oklahoma, le vagabond Jack Reacher, ancien enquêteur et major de la police militaire, retourne dans son ancien quartier général militaire à Washington, D.C..
Il doit y retrouver le major Susan Turner, avec qui il a travaillé par téléphone lors de ses voyages. Sur place, le colonel Sam Morgan informe Reacher que Turner est accusée d'espionnage et qu'elle a été arrêtée.
Alors que certaines preuves démontrent que la jeune femme est impliquée dans les meurtres de deux soldats de la police militaire américaine en Afghanistan, Reacher pense qu'elle est victime d'un coup monté.
Il apprend également qu'une femme, Candice Dutton, a intenté une action en paternité contre lui, affirmant qu'il est le père biologique de sa fille de 15 ans, Samantha. Reacher essaie de tendre la main à l'adolescente, mais elle le repousse.
L'avocat de Susan Turner, le colonel Moorcroft, est ensuite tué par le « chasseur » (The Hunter en VO), un ancien opérateur du SOCOM devenu mercenaire qui accuse Reacher du meurtre.
Reacher est arrêté et transporté à la prison où Turner est détenue. Lorsque deux tueurs à gages arrivent, Reacher les neutralise, puis parvient à s'échapper avec Turner. Ils se rendent chez Morgan, ayant déduit qu'il est impliqué dans le complot. Le chasseur tue plus tard Morgan.
Reacher et Turner découvrent des photos de surveillance de Samantha et supposent qu'elle est en danger. Arrivés chez elle, ils découvrent les corps de ses parents adoptifs et Samantha qui se cache. Ils se rendent tous les trois à l'ancienne école privée de Turner pour s'y cacher.
Mais Samantha a conservé son téléphone portable avec elle ce qui va faciliter sa localisation par l'ennemi. Ils quittent alors rapidement les lieux, au cours de laquelle Samantha vole les cartes de crédit d'une des étudiantes.
Le trio se rend à La Nouvelle-Orléans à la recherche de Daniel Prudhomme, le seul témoin oculaire des meurtres dont Susan Turner est accusée. Sur la route, Samantha révèle que c'est elle qui a intenté une action en paternité afin d'obtenir le soutien financier de Jack Reacher pour sa mère.
Reacher et Turner trouvent Prudhomme dans un entrepôt abandonné rempli de toxicomanes. Prudhomme s'avère être lié à Parasource, une organisation paramilitaire privée qui tente de dissimuler les meurtres.
Reacher contacte l'ami de Turner, le capitaine Anthony Espin, pour entendre le témoignage de Prudhomme, mais ils sont pris en embuscade par des agents de Parasource. Prudhomme est tué, tandis que Reacher sauve Espin, blessé.
Le PDG de Parasource, le général James Harkness, envoie le chasseur capturer Samantha.
Reacher, Turner, Espin et une équipe d'officiers de la police militaire, agissant sur les informations de Prudhomme, interceptent une cargaison d'armes devant entrer dans le pays. Ils affrontent Harkness et ses hommes.
Espin trouve des armes antichar, comme indiqué dans le manifeste de vol. Ils apprennent également que Harkness a accusé Turner, qui enquêtait sur ses activités, du meurtre des deux soldats qui avaient découvert que Harkness vendait des armes aux insurgés et faisait de la contrebande d'opium aux États-Unis.
Le chasseur et ses hommes poursuivent Samantha dans les rues de La Nouvelle-Orléans, pour attirer Reacher dans une confrontation. Alors que Reacher et Turner tuent ses hommes de main, le chasseur capture Samantha sur un toit. Cependant, lorsque Reacher arrive, elle parvient à s'échapper. Reacher s'attaque au chasseur et ils ont un combat vicieux, se terminant par Reacher cassant le bras, la jambe et le cou du chasseur, avant de jeter son corps du haut du toit.
Après l'arrestation de Harkness, Turner est réintégrée à son commandement. Jack Reacher promet de rester en contact, puis va rencontrer Samantha dans un restaurant. Il dit à Samantha qu'il reconnaîtra sa mère, s'il la connaît, car il se souvient de toutes les femmes avec lesquelles il a couché.
Samantha révèle que la serveuse qui l’a servit au restaurant est, en fait, sa mère, et que Reacher ne peut pas être son père, car aucun n'a reconnu l'autre. Reacher et Samantha se séparent alors à contrecœur.
Alors que Reacher marche le long d'une route, il est surpris lorsqu'un téléphone que Samantha avait glissé dans sa poche sonne. Il trouve un message texte d'elle disant, « Je te manque déjà ? ». Reacher sourit alors qu'il sort son pouce pour faire du stop.

## Fiche technique
Sauf indication contraire, les informations mentionnées dans cette section peuvent être confirmées par la base de données cinématographiques IMDb,  présente dans la section « Liens externes ».
- Titre original et français : Jack Reacher: Never Go Back
- Titre québécois : Jack Reacher : Sans retour
- Réalisation : Edward Zwick
- Scénario : Marshall Herskovitz, Edward Zwick et Richard Wenk, d'après le roman Never Go Back : Retour interdit de Lee Child
- Musique : Henry Jackman
- Direction artistique : Brian Stultz, Bryan Felty et Peter Borck
- Décors : Clay A. Griffith
- Costumes : Lisa Lovaas
- Photographie : Oliver Wood
- Son : Andy Nelson, Brian Bair, James Bolt, Oleg Kulchytskyi
- Montage : Billy Weber
- Production : Tom Cruise, Christopher McQuarrie et Don Granger

Production déléguée : David Ellison, Herbert W. Gains, Dana Goldberg et Paula Wagner
Coproduction : Kevin J. Messick
- Sociétés de production[1] :
  - États-Unis : Dream Cars et TC Productions, avec la participation de Paramount Pictures et Skydance Media
  - Chine : S&C Pictures, en association avec Huahua Media et Shanghai Film Group
- Société de distribution :
  - États-Unis, France : Paramount Pictures
  - Belgique : Sony Pictures Releasing
- Budget : 60 millions de $[2]
- Pays de production :  États-Unis,  Chine
- Langues originales : anglais, ukrainien
- Format[3] : couleur - 35 mm / D-Cinema - 2,35:1 (Cinémascope) - son Dolby Digital | Dolby Atmos
- Genre : Action, policier, drame et thriller
- Durée : 118 minutes
- Dates de sortie[4] :
  - France, Suisse romande[5] : 19 octobre 2016
  - États-Unis, Chine, Québec[6] : 21 octobre 2016
  - Belgique : 9 novembre 2016
- Classification[7] :
  -  États-Unis : Accord parental recommandé, film déconseillé aux moins de 13 ans (certificat #50562) (PG-13 - Parents Strongly Cautioned)[Note 1].
  -  Chine : pas de système
  -  France : Tous publics avec avertissement (visa d'exploitation no 145069 délivré le 13 octobre 2016)[8],[Note 2],[Note 3].
  -  France : déconseillé aux moins de 12 ans à la télévision[réf. souhaitée]

## Distribution
- Tom Cruise (VF : Jean-Philippe Puymartin ; VQ : Gilbert Lachance) : Jack Reacher
- Cobie Smulders (VF : Laura Blanc ; VQ : Ariane-Li Simard-Côté) : Susan Turner
- Danika Yarosh (VF : Lisa Caruso ; VQ : Ludivine Reding) : Samantha Dayton
- Jessica Stroup (VF : Ariane Aggiage ; VQ : Véronique Marchand) : Lieutenant Sullivan
- Aldis Hodge (VF : Daniel Lobé ; VQ : Martin Desgagné) : Anthony Espin
- Patrick Heusinger (en) (VF : Thomas Roditi ; VQ : Christian Perrault) : le chasseur
- Holt McCallany (VF : Guillaume Orsat ; VQ : Patrick Chouinard) : Sam Morgan
- Robert Knepper (VF : Nicolas Marié ; VQ : François Godin) : Général James Harkness
- Austin Hebert (VF : Fabrice Trojani ; VQ : Gabriel Lessard) : Daniel Prudhomme
- Robert Catrini (VQ : Jean-Luc Montminy) : Colonel Archibald Moorcroft
- Anthony Molinari (VQ : Alexis Lefebvre) : Buzzcut
- Madalyn Horcher (VQ : Geneviève Bastien) : Sergent Leach
- Jason Douglas (VF : Jean-François Aupied ; VQ : François Trudel) : Le shériff
- Christopher Berry et Hunter Burke : suiveur lors du dîner
- M. Serrano : Cibelli
- Nicole Barré : Mirkovich
- Lee Child : un employé de l'aéroport (caméo)

 Source et légende : version française (VF) sur RS Doublage ; version québécoise (VQ) sur Doublage.qc.ca

## Production

### Genèse et développement

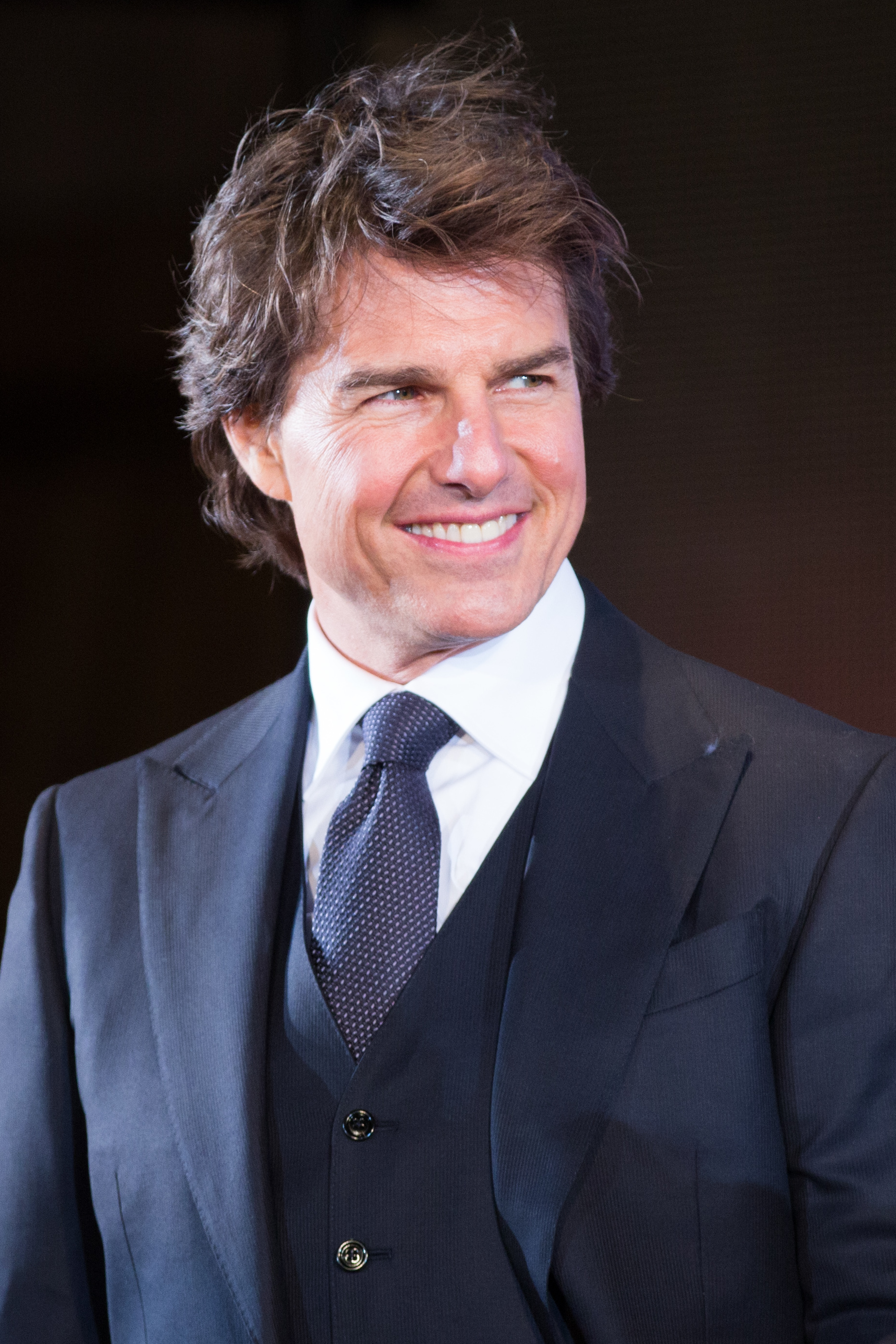
L'acteur principal Tom Cruise, pour la promotion du film au Japon.

Le film Jack Reacher, sorti en 2012, était d'emblée prévu comme le premier opus d'une franchise. Cependant, si le film fonctionne bien dans le monde, les résultats au box-office nord-américain sont décevants. Paramount Pictures hésite alors à produire une suite. Finalement, le film dépasse les 200 millions de dollars de recettes mondiales et la suite est confirmée. En décembre 2013, Paramount Pictures et Skydance Productions officialisent le projet et annoncent que le film sera l'adaptation cinématographique du roman Never Go Back : Retour interdit de Lee Child, 18e roman des aventures de Jack Reacher, publié en 2013.
Alors qu'il est un temps prévu que Christopher McQuarrie revienne comme réalisateur, c'est finalement Edward Zwick qui est choisi. Ce dernier avait déjà dirigé Tom Cruise dans Le Dernier Samouraï, sorti en 2003.

### Tournage
Le tournage a débuté le 20 octobre 2015 à La Nouvelle-Orléans (Louisiane),.

### Musique
La musique du film est composée par Henry Jackman.
Liste des titres
1. Checking In
2. Surveillance
3. Torture
4. Under Arrest
5. Jailbreak
6. Cat & Mouse
7. Samantha
8. Taking Care of Business
9. Too Close for Comfort
10. One Man Show
11. A Junkie's Lament
12. Intercepted
13. Contraband
14. The Hunter
15. My Life for Hers
16. Separate Ways
17. Making the Connection

## Sortie et accueil

### Critiques
Dans l'ensemble de la critique, Jack Reacher: Never Go Back obtient un accueil mitigé, récoltant 37 % d'avis favorables sur le site Rotten Tomatoes, pour 203 critiques et une moyenne de 5,2⁄10. Le site Metacritic lui attribue un score de 47⁄100, pour 43 critiques.
Sur le site français Allociné, le film obtient une note moyenne de 2.4⁄5 pour 23 critiques de presse.

### Box-office
Le film prend la seconde place du box-office américain avec 22 872 490 $ de recettes, faisant mieux que le premier volet, qui avait débuté également en seconde place avec 15 210 156 $ en 2012. Toutefois, en raison d'un bouche à oreille négatif, Jack Reacher: Never Go Back ne parvient pas à se maintenir car en plus de trois semaines, il n'est parvenu à engranger que 54 564 792 $ , alors que le premier opus avait totalisé 74 177 333 $ à la même période.
| Pays ou région    | Box-office      | Date d'arrêt du box-office | Nombre de semaines |
| ----------------- | --------------- | -------------------------- | ------------------ |
| États-Unis Canada | 58 697 076 $    | 12 janvier 2017            | 12                 |
| France            | 926 882 entrées | 13 décembre 2016           | 8                  |
| Total mondial     | 162 146 076 $   | 12 janvier 2017            | 12                 |

## Distinctions
En 2017, Jack Reacher : Never Go Back a remporté une récompense.

### Récompenses
- ASCAP - Société Américaine des Compositeurs, Auteurs et Éditeurs de Musique 2017 :
  - Prix ASCAP des Meilleurs films au box-office décerné à Henry Jackman.